# Rowlett
Rowlett è una località degli Stati Uniti d'America, situata nelle contee di Dallas e Rockwall, nello Stato del Texas.

## Storia
Il nome della città deriva da Rowlett Creek, un torrente che sfocia nel lago Ray Hubbard ed è un importante affluente della biforcazione orientale del fiume Trinity. Il torrente, a sua volta, prese il nome da un canale navigabile che attraversava la proprietà di Daniel Rowlett, trasferitosi dal Kentucky a Bonham, in Texas, nel 1835. Daniel, membro della famiglia politica Smoot-Rowlett, non aveva però rapporti diretti a livello gestionale con la città che ora porta il suo nome.
Il primo ufficio postale fu aperto il 5 aprile 1880 e fu chiamato "Morris" in onore del direttore delle poste Austin Morris.
La città fu in seguito ribattezzata "Rowlett". La ferrovia realizzata per collegare Dallas a Greenville nel 1886 attraversava questo centro abitato. Tale tratta faceva capo alla Missouri-Kansas-Texas Railroad. Nel 1921, la città ospitò una fermata della Bankhead Highway.
La città fu incorporata nel 1952, quando la sua popolazione ammontava a 250 persone. Dagli anni '60, Rowlett è collegata alla Interstate 30.
La città ha registrato un boom demografico nel corso degli ultimi decenni del XX secolo, passando variamente dai 1.600 nel 1973 ai 10.573 nel 1989, ai 23.260 nel 1990 e poi ai 44.503 nel 2000.
La sera del 26 dicembre 2015, da una violenta tempesta è nato un tornado di livello EF4 che ha devastato la regione sud-est di Rowlett, danneggiando gravemente o distruggendo centinaia di case e veicoli, attività commerciali e una torre d'acqua cittadina.
Secondo l'Ufficio censimento degli Stati Uniti, la città di Rowlett si è classificata all'ottavo posto delle città in maggiore crescita degli USA con uno sviluppo demografico del 5,1% da luglio 2017 a luglio 2018.

## Infrastrutture e trasporti
La località è servita dalla linea blu della DART Light Rail, che la collega con la città di Dallas.